# Dorlar (Hessen)
Dorlar (Hessen) ist seit 1979 ein Ortsteil der Gemeinde Lahnau im mittelhessischen Lahn-Dill-Kreis. Die Ortschaft mit etwa 1.800 Einwohnern liegt zwischen den Städten Wetzlar und Gießen  an der Lahn.

## Geographie
Südwestlich an die Gemarkung Dorlar grenzt die Gemarkung Garbenheim, ein Stadtteil der Kreisstadt Wetzlar, die Grenze verläuft teilweise inmitten der Lahn. Im Süden ist die Gemarkungsgrenze zu Münchholzhausen, im Südosten zu Dutenhofen, ebenfalls beides Stadtteile von Wetzlar. Zu Dutenhofen bildet auch teilweise die Lahn die Grenze. Die längste gemeinsame Grenze hat Dorlar mit der Gemarkung Atzbach, die bis in das Waldgebiet rund um den Königstuhl, den Hausberg der Gemeinde Lahnau, reicht. In der nördlichen Spitze treffen die drei Lahnauer Gemarkungen aufeinander, so dass an die nordwestliche Gemarkungsgrenze der Ortsteil Waldgirmes anschließt.
Dorlar liegt nördlich der Lahn auf der Lahn-Hauptterrasse und zählt sich touristisch zum Gleiberger Land. Der südliche Teil der Gemarkung ist bewaldet. Die Ortslage Dorlas reicht im östlichen Bereich bis an die Gemarkungsgrenze heran, so dass seit Ende der 1960er Jahre Dorlar und Atzbach mit ihrer bebauten Fläche zwischen der Kanonenbahntrasse und der Landesstraße 3020 auf einer Länge von 300 Metern aneinander stoßen. Herausragend zwischen Dorlar und Atzbach ist seither das Areal der Lahntalschule, einer integrierten Gesamtschule im Westen von Atzbach. Mit der Entwicklung des Gewerbeparks Lahnau und des Wohngebiets Wacholderweg sind hier weitere 300 m hinzugekommen.
Durch Dorlarer Gebiet verlaufen im Südwesten die A 45 und im Süden die B 49. Aus dem Dorlarer Ortsgebiet führt die Lahnbrücke mit der Landesstraße heraus, welche u. a. nach etwa einem Kilometer an die Anschlussstelle Lahnau der B 49 angeschlossen ist. Die Anschlussstelle Lahnau liegt etwa einen knappen Kilometer von der Anschlussstelle Wetzlar-Ost, dem Knoten der B 49 mit der A 45, entfernt.

## Geschichte

### Antike bis Mittelalter

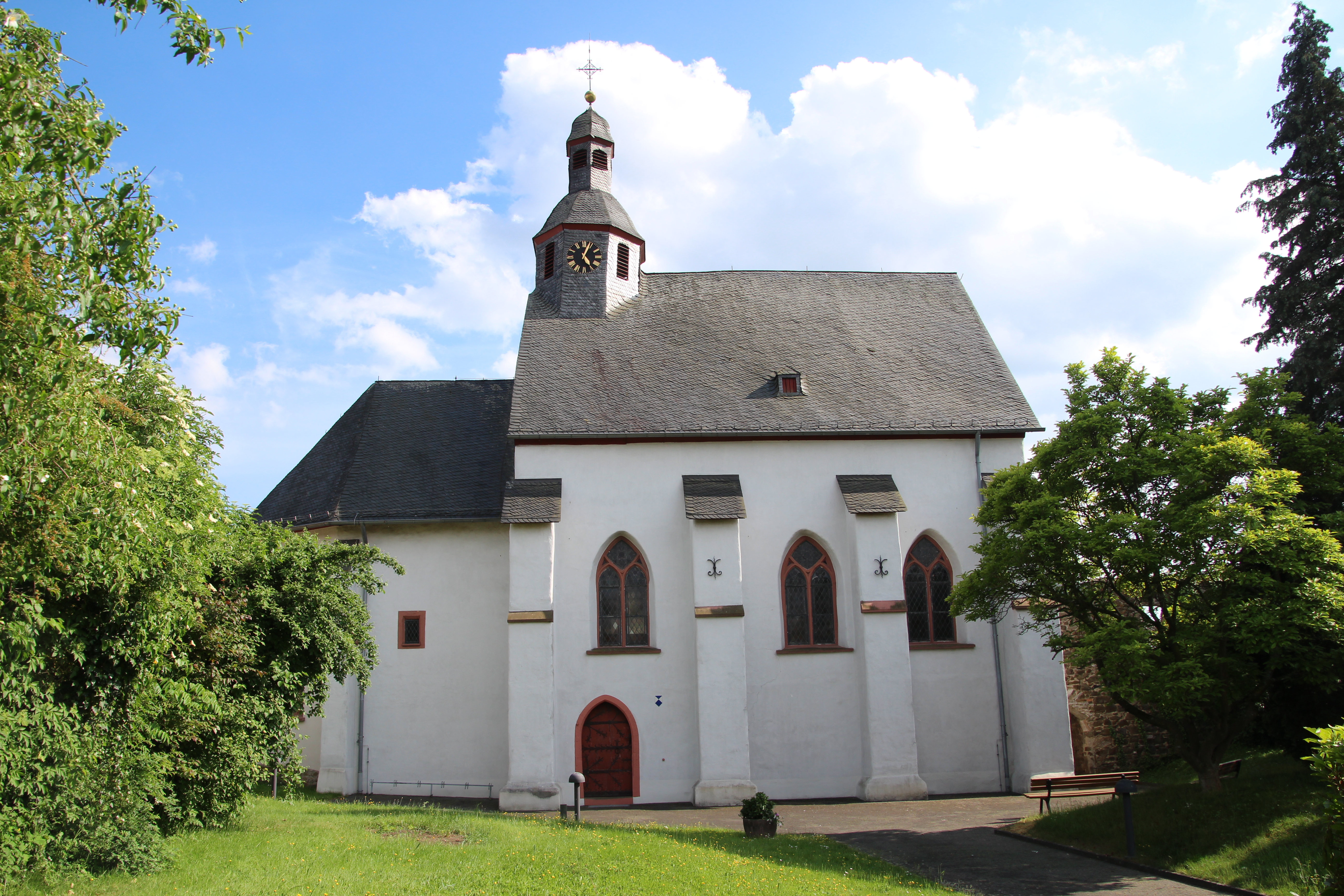
Blick von Norden auf die Ev. Kirche

Bereits im ersten Jahrzehnt des ersten Jahrhunderts n. Chr. errichteten römische Legionäre in der Gemarkung Dorlar ein Militärlager, das Römerlager Lahnau-Dorlar. Mit der mittelalterlichen Geschichte des Ortes ist das Kloster Dorlar, das am Ufer der Lahn lag, verbunden. Von dem Kloster ist die Kirche erhalten, die seit der Reformation evangelisch ist.

### Das Bahnzeitalter und die Industrialisierung
1870/71 wurde mit dem Bau der Kanonenbahn begonnen, die zuvor als preußische Militärbahn geplant worden war und von Berlin bis ins damalige Elsaß-Lothringen führte. Dorlar liegt am Abschnitt Lollar-Wetzlar der ehemaligen Kanonenbahn, welcher eine Umfahrung des Bahnhofs im hessen-darmstädtischen Gießen über rein preußisches Gebiet beinhaltete. Der Deutsch-Französische Krieg 1870/71 und die Folgen ließen letztlich die fertiggestellte Kanonenbahn nie zu dem werden, wofür sie eigentlich geplant war. 1881 erhielten Atzbach und Dorlar einen gemeinsamen Bahnhof, für den beide Orte zahlten. Es handelte sich hierbei um den späteren Dorlarer Bahnhof, der im östlichen Bereich der Dorlarer Gemarkung liegt. Nach harten Verhandlungen erhielt 1904 Atzbach eine eigene Bahnhaltestelle (ohne Fahrkartenverkauf). Das noch vorhandene Dorlarer Bahnhofsgebäude beherbergt heute das Jugendzentrum der Gemeinde Lahnau.

### Das 20. Jahrhundert

#### Ausdehnung der Wohnsiedlungen
Bis in die neuere Zeit hinein war der Ortskern von Dorlar von den mächtigen Mauern der ehemaligen Klosteranlage geprägt. Neben den historischen Bauten an den überörtlichen Straßen (heute Wetzlarer Str., Atzbacher Str. und Gießener Str.) waren noch Gehöfte rund um die Pelzgasse und die heutige Hinterstraße vorhanden. In den Jahrzehnten nach dem Bau der Kanonenbahn wuchs Dorlar über den alten Dorfkern hinaus. Zunächst wurden die Flächen rund um den Sitz der Gemeindeverwaltung Lahnau entwickelt, welche früher Schulgebäude waren. Nach dem Zweiten Weltkrieg wurden durch den Zuzug von Heimatvertriebenen Siedlungsflächen im Bereich südlich der Kanonenbahn unterhalb des Bahnhofs bis zur L 3020 (Atzbacher Straße) erschlossen. Somit war man mit Dorlarer Häusern direkt an der Grenze zu Atzbach. Die Nachbargemeinde dehnte sich Ende der 1960er Jahre bis an die Grenze aus.

#### Die kommunale Gebietsreform
Die 1970er Jahre waren in der alten Bundesrepublik Deutschland durch die kommunale Gebietsreform geprägt, wobei es bundesweit zu Zusammenschlüssen von mehreren Gemeinden kam oder größere Orte kleinere schluckten. Vorab freiwillig, ohne dass die direkten Nachbarorte entsprechende Schritte vollzogen, gab Dorlar am 1. August 1972 seine Selbständigkeit auf und schloss sich der Stadt Wetzlar an. Der Stadtteil Dorlar war eine Exklave der Stadt Wetzlar ohne direkten geografischen Kontakt mit der Kernstadt. In dieser Zeit entstand auch das Bürgerhaus in der Wetzlarer Straße, welches später wegen Um- oder Neubaus die kommunalpolitischen Schlagzeilen füllte.
In Mittelhessen wurde eine neue Großstadt gebildet, die ein strukturelles Gegengewicht zu den Großstädten im Rhein-Main-Gebiet und zu Kassel darstellen sollte. Im Rahmen der Gebietsreform in Hessen wurde am 1. Januar 1977 die Stadt Lahn geschaffen, ein Zusammenschluss von Gießen, Wetzlar und weiteren Kommunen, darunter auch Dorlar. Die Stadt Lahn war kreisfrei, und umliegend wurde aus den seitherigen Landkreisen Gießen und Wetzlar sowie dem Dillkreis der neue Lahn-Dill-Kreis gebildet. Innerhalb der Stadt Lahn bildeten die Orte Atzbach, Dorlar und Waldgirmes den Stadtbezirk Lahntal.
Nach massiven Bürgerprotesten wurde am 1. August 1979 die Stadt Lahn wieder aufgelöst. Es gab fortan wieder Gießen und Wetzlar, aber keine kreisfreie Stadt mehr in Mittelhessen. Neu entstanden ist wieder der Landkreis Gießen. Der Lahn-Dill-Kreis umfasste nunmehr mit wenigen Ausnahmen die ehemaligen Landkreise Wetzlar und Dillkreis. Dorlar wurde mit den Nachbarorten Atzbach und Waldgirmes zur neuen Gemeinde Lahnau zusammengeschlossen.

#### Abbruch historischer Bausubstanz
Einen zusammenhängenden alten Ortskern gibt es im Ortsteil Dorlar nicht mehr. Bis in die 1960er Jahre hinein bestand noch eine durchgängige Mauer der alten Klosteranlage. Diese wurde mit der benachbarten historischen Bausubstanz abgebrochen, um eine breitere Ortsdurchfahrt mit mehreren neuen Wohnhäusern zu schaffen. In den Nachbarorten gab es Ansätze für die Umfahrung Dorlars in Form von Ortsumgehungen, welche heute noch erkennbar sind. Diese Pläne wurden zugunsten der breiteren Ortsdurchfahrt verworfen.

### Zeitgeschichte
Seit Ende der 1970er Jahre hat sich in Lahnau und somit im Ortsteil Dorlar einiges entwickelt.

#### Ende des Bahnzeitalters
Ende der 1970er Jahre begann jedoch, wie auch andernorts in Deutschland, der Niedergang des Bahnzeitalters. Auf der Kanonenbahn Wetzlar-Lollar wurde am 30. Mai 1980 die Personenbeförderung eingestellt. Im Mai 1985 wurden im Güterbahnhof Dorlar alle Gleisanlagen, mit Ausnahme des Hauptgleises, demontiert. Auf einem letzten Abschnitt, auch im Bereich Dorlar, stellte man zum 30. September 1990 auch den Güterverkehr ein, woran sich im Juli 1995 der Gleisabbau anschloss. Die früheren Gleisflächen dienen heute als Verknüpfung des geschützten Landschaftsbestandteils Bahntrasse und als von Bebauung freizuhaltenden Flächen des Gewerbeparks Lahnau.

#### Entwicklung der Gewerbeflächen
Bis Anfang der 1990er Jahre war in Dorlar neben handwerklichen Kleinbetrieben und einzelnen Dienstleistungen seit 1927 das Holzwerk Wilhelmi beheimatet, das zeitweilig bis zu 400 Beschäftigte hatte. Es lag direkt am Dorlarer Bahnhof mit Gleisanschluss. Vorrangig wurden Akustikplatten für Hallen hergestellt.
In den 1990er Jahren wurde das Gewerbegebiet Eberacker nördlich des Wilhelmi-Areals als zweites neues Gewerbegebiet der Gemeinde Lahnau erschlossen. Hierhin expandierten ortsansässige Handwerksbetriebe und es entstanden neue mittelständische Firmen der Elektronik-, Elektrotechnik, Entwicklungs- und Kfz-Zulieferungsbranche.
2004 meldeten die Wilhelmi-Werke Konkurs an und wurden aufgelöst. Die nun mitten in der besiedelten Fläche von Dorlar bzw. Lahnau liegende Industriebrache wurde zum "Gewerbepark Lahnau" mit rund zwei Dutzend Unternehmen unterschiedlicher Branchen umgestaltet.
Als Kompensation wurden die vorhandenen Freiflächen des Wilhelmi-Areals, an der Gemarkungsgrenze zu Atzbach zu einem Baugebiet vorrangig für Wohnbebauung (Wacholderweg) entwickelt. Dieses Gebiet wurde aus rationellen und verwaltungstechnischen Gründen in die Gemarkung Atzbach überführt.

#### Jahrzehntelanges Dauerthema Einzelhandel
Das Thema Einzelhandel beherrscht das Ortsgespräch seit Jahrzehnten.
Waren bis Ende der 1970er Jahre nur mehrere sehr kleine Läden in Dorlar vorhanden, wurde im September 1981 ein für damalige Verhältnisse ein großer Lebensmittelmarkt mit rund 400 m² an der heutigen Atzbacher Straße eröffnet. In der rasanten Entwicklung des Einzelhandels entstand Mitte der 1990er Jahre erneut eine Diskussion, u. a. durch Schließung des letzten Lebensmittelgeschäfts im Nachbarortsteil Atzbach. Aufgrund der Größenordnung für neuen Einzelhandel kam nur noch die Schaffung eines neuen, viel größeren Einkaufszentrums in Bezug auf die Gesamtgemeinde Lahnau in frage. Acht Jahre dauerten die sowohl in der Kommunalpolitik als auch in der Bevölkerung der Gemeinde Lahnau heiß diskutierten Aspekte eines geeigneten Standortes für ein Einkaufszentrum für Lahnau. Obwohl zunächst anders gedacht, schloss der Lebensmittelmarkt in der Atzbacher Straße im Mai 2005 und beherbergt heute eine Autowerkstatt.
Letztlich fand der Standort des früheren Dorlarer Dreschplatzes und damals aktuellen Kirmes- und Festplatzes des Ortsteils Dorlar eine Mehrheit im Gemeindeparlament. Den Zuschlag erhielt die gleiche Firma, die das Wilhelmi-Areal entwickelte. Sie nahm eine Bodensanierung vor und baute dann einen Lebensmittel-Discounter mit 700 m² sowie einen Einkaufsmarkt mit 1200 m², so dass der wohnortnahe Einzelhandel in Lahnau gemäß der Regional- und Landesentwicklungsplanung sichergestellt ist.

#### Entwicklung von Sportstätten
Vor dem Bau der Kraftfahrstraße (Schnellstraße) Gießen-Wetzlar befand sich der Dorlarer Sportplatz südlich der Lahn, direkt an der Bahnlinie Gießen-Wetzlar. Er fiel in den 1960er Jahren dem Straßenbau zum Opfer. 1965 weihte man den 1. Sportplatz am nördlichen Ortsrand ein, woraus der heutige Sportpark Dorlar entwickelt wurde. Der 1. Platz an diesem Ort war über 20 Jahre ein sogenannter Hartplatz. Im November 1999 wurde ein Kunstrasenplatz mit Leichtathletikanlage eingeweiht. Nördlich angrenzend an diese Sportstätte wurde 2001 ein Rasenplatz gebaut.

#### Öffentlicher Personennahverkehr
Jahrzehntelang stellte die Kanonenbahn Wetzlar-Lollar, Einstellung 1980, das einzige öffentliche Verkehrsmittel für Dorlar dar. Ende der 1950er Jahre wurde in privater Trägerschaft die zunächst nur spärlich verkehrende Buslinie Gießen-Naunheim eingerichtet, welche später bis Wetzlar verlängert wurde. Anfang der 1960er Jahre wurde parallel zur Bahnlinie Wetzlar-Lollar auch eine Bahnbuslinie eingerichtet, welche auch in Dorlar hielt. Diese Linie bestand bis Januar 1986. Mit der Eingemeindung von Dorlar in die Stadt Wetzlar wurde die Stadtbuslinie 17 eingeführt, welche den Stadtteil Dorlar mit der Kernstadt verband. Mit Gründung der Stadt Lahn wurde die Privatbuslinie nach Gießen zur neuen Stadtbuslinie 21 von Gießen nach Wetzlar umgewandelt. Nach Auflösung der Stadt Lahn wurde die Linie 17 bis Dorlar eingestellt bzw. bis Garbenheim zurückgezogen. Die Fahrten nach Dorlar wurden in die Bahnbuslinie integriert.
Nach Einstellung des Bahnbusses 1986 bestand nur noch die Linie 21. Mit der flächendeckenden Einführung von Verkehrsverbünden in Hessen 1995 fand der ÖPNV in der Region auch wieder mehr Beachtung, so dass im Oktober 1999 aus der Linie 21 die neue Linie 24 mit wesentlich mehr Fahrten, u. a. in den Verkehrsrandzeiten wurde, was eine Verbesserung des ÖPNV und bis heute das Angebot für den Ortsteil Dorlar darstellt.

### Verwaltungsgeschichte im Überblick
Die folgende Liste zeigt die Staaten und Verwaltungseinheiten, denen Dorlar angehört(e):
- ab 14. Jahrhundert: Heiliges Römisches Reich, Amt Gleiberg (Kondominium: Grafschaft Nassau und  Landgrafschaft Hessen)
- ab 1567: Heiliges Römisches Reich, Grafschaft Nassau, Amt Gleiberg[6]
- ab 1775: Heiliges Römisches Reich, Grafschaft Nassau-Weilburg, Oberamt Atzbach, Amt Gleiberg, Hüttenberg und Stoppelberg[7]
- ab 1806: Herzogtum Nassau,[Anm. 2] Amt Hüttenberg
- ab 1816: Königreich Preußen,[Anm. 3] Provinz Großherzogtum Niederrhein, Regierungsbezirk Koblenz, Kreis Wetzlar[Anm. 4]
- ab 1822: Königreich Preußen, Rheinprovinz, Regierungsbezirk Koblenz, Kreis Wetzlar[Anm. 5]
- ab 1867: Norddeutscher Bund,[Anm. 6] Königreich Preußen, Rheinprovinz, Regierungsbezirk Koblenz, Kreis Wetzlar
- ab 1871: Deutsches Reich, Königreich Preußen, Rheinprovinz, Regierungsbezirk Koblenz, Kreis Wetzlar
- ab 1918: Deutsches Reich (Weimarer Republik), Freistaat Preußen, Rheinprovinz, Regierungsbezirk Koblenz, Kreis Wetzlar
- ab 1932: Deutsches Reich, Freistaat Preußen, Provinz Hessen-Nassau, Regierungsbezirk Wiesbaden, Kreis Wetzlar
- ab 1944: Deutsches Reich, Freistaat Preußen, Provinz Nassau, Kreis Wetzlar
- ab 1945: Amerikanische Besatzungszone,[Anm. 7] Groß-Hessen, Regierungsbezirk Wiesbaden, Kreis Wetzlar
- ab 1949: Bundesrepublik Deutschland, Land Hessen, Regierungsbezirk Wiesbaden, Kreis Wetzlar
- ab 1968: Bundesrepublik Deutschland, Land Hessen, Regierungsbezirk Darmstadt, Kreis Wetzlar
- ab 1972: Bundesrepublik Deutschland, Land Hessen, Regierungsbezirk Darmstadt, Kreis Wetzlar, Stadt Wetzlar[Anm. 8]
- ab 1977: Bundesrepublik Deutschland, Land Hessen, Regierungsbezirk Darmstadt, Stadt Lahn[Anm. 9]
- ab 1979: Bundesrepublik Deutschland, Land Hessen, Regierungsbezirk Darmstadt, Lahn-Dill-Kreis, Gemeinde Lahnau[Anm. 10]
- ab 1981: Bundesrepublik Deutschland, Land Hessen, Regierungsbezirk Gießen, Lahn-Dill-Kreis, Gemeinde Lahnau

### Einwohnerentwicklung
- 1961: 1158 evangelische (= 75,83 %), 355 katholische (= 23,25 %) Einwohner

| Dorlar: Einwohnerzahlen von 1834 bis 1970 | Dorlar: Einwohnerzahlen von 1834 bis 1970 | Dorlar: Einwohnerzahlen von 1834 bis 1970 | Dorlar: Einwohnerzahlen von 1834 bis 1970 | Dorlar: Einwohnerzahlen von 1834 bis 1970 |
| --- | ----------------------------------------- | ----------------------------------------- | ----------------------------------------- | ----------------------------------------- |
| Jahr |                                           |                                           |                                           | Einwohner                                 |
| 1834 | 1834                                      |                                           | 449                                       | 449                                       |
| 1840 | 1840                                      |                                           | 460                                       | 460                                       |
| 1846 | 1846                                      |                                           | 472                                       | 472                                       |
| 1852 | 1852                                      |                                           | 494                                       | 494                                       |
| 1858 | 1858                                      |                                           | 493                                       | 493                                       |
| 1864 | 1864                                      |                                           | 472                                       | 472                                       |
| 1871 | 1871                                      |                                           | 500                                       | 500                                       |
| 1875 | 1875                                      |                                           | 502                                       | 502                                       |
| 1885 | 1885                                      |                                           | 503                                       | 503                                       |
| 1895 | 1895                                      |                                           | 577                                       | 577                                       |
| 1905 | 1905                                      |                                           | 691                                       | 691                                       |
| 1910 | 1910                                      |                                           | 729                                       | 729                                       |
| 1925 | 1925                                      |                                           | 816                                       | 816                                       |
| 1939 | 1939                                      |                                           | 938                                       | 938                                       |
| 1946 | 1946                                      |                                           | 1.387                                     | 1.387                                     |
| 1950 | 1950                                      |                                           | 1.483                                     | 1.483                                     |
| 1956 | 1956                                      |                                           | 1.523                                     | 1.523                                     |
| 1961 | 1961                                      |                                           | 1.527                                     | 1.527                                     |
| 1967 | 1967                                      |                                           | 1.699                                     | 1.699                                     |
| 1970 | 1970                                      |                                           | 1.699                                     | 1.699                                     |
| Datenquelle: Historisches Gemeindeverzeichnis für Hessen: Die Bevölkerung der Gemeinden 1834 bis 1967. Wiesbaden: Hessisches Statistisches Landesamt, 1968. Weitere Quellen: |                                           |                                           |                                           |                                           |

## Sehenswürdigkeiten
Siehe Liste der Kulturdenkmäler in Lahnau-Dorlar

## Persönlichkeiten
- Heinrich Schneider (1905–1980), in Dorlar geborener Gewerkschafter und Politiker